# Atorrantes
Atorrantes fue un programa de televisión argentino periodístico-humorístico, emitido entre 1996 y 1999. Nacido en el cable (Canal 26), debido a su éxito pasó a la televisión abierta, siendo transmitido por las cadenas argentinas América TV y Azul TV.

## Descripción
Atorrantes era un programa diario, con juegos y entrevistas que salía por las medianoches. Estaba presentado por José Alfredo Galván, más conocido como Pato Galván y contaba con la participación en distintas épocas de Fierita, Anabel Cherubito, Axel Kuschevatzky, Mariano Cabrera, las mellizas María Marull y Paula Marull, Raúl Ricutti, Fernando Fernández, Yanina Zilly, Adriana Chaumont, Tuqui y debutó como notera Sofía Gala Castiglione.

## Historia
El programa se inició en el cable, en Canal 26. Iba de lunes a jueves y cada noche tenía una temática diferente: los lunes, noche rotativa (se hablaba de todo un poco); los martes era la noche de terror; los miércoles noche lúdica -y también fue el antecedente de la noche retro-; y los jueves, noche de amor y sexo. Tenía una notera llamada Clarisa y un castor llamado Flavio.
Debido al éxito obtenido, el programa pasó a emitirse de lunes a viernes por América TV, donde sufrió algunos cambios, como la incorporación de Fierita, Anabel Cherubito -la prima gallega-, Axel Kuschevatzky, Raúl Ricutti, Ximena y Jessica Alessi -la prima tana-. En 1998 se editó el disco de Atorrantes, con la música que sonaba en el programa.
Uno de los productores de este programa era Damián Szifron, famoso cineasta argentino y creador de Los simuladores. En 1998, ingresan al programa las mellizas Paula y María Marull —esta última es la pareja y madre de las hijas de Szifron—. Una sección famosa era "La noche Retro", donde Mariano Cabrera -alias Látex- presentaba material de TV antiguo y poco visto.
En 1999 pasó al mediodía por Azul TV y Fierita dejó el programa. El formato no funcionó en su nuevo horario, perdió índice de audiencia y fue dado por terminado en ese mismo año.

## Legado
Atorrantes se convirtió en un programa de culto y llegó a imponer frases populares como «Atorrantes a torrar, hasta mañana chaucha» y «¡No podés!». Heredero de Noti-Dormi, el espíritu de este programa sería retomado en el futuro por otros como Animales sueltos.